# Obras Cumbres
Obras Cumbres é uma coletânea da banda de rock argentina Sumo, lançada em 1991 com o selo Sony Music.

## Faixas

### CD 1
1. Heroína (de Llegando los Monos)
2. La rubia tarada (de Divididos por la Felicidad)
3. Mula plateada (de Divididos por la Felicidad)
4. No acabes (de Divididos por la Felicidad)
5. Regtest (de Divididos por la Felicidad)
6. El reggae de paz y amor (de Divididos por la Felicidad)
7. Debede (de Divididos por la Felicidad)
8. Mejor no hablar (de Divididos por la Felicidad)
9. Divididos por la felicidad (de Divididos por la Felicidad)
10. No duermas más (de Divididos por la Felicidad)
11. Kaya (de Divididos por la Felicidad)
12. Fiebre (de Fiebre)
13. Cuerdas, gargantas y cables (de Fiebre)
14. Cinco magníficos (de Llegando los Monos)
15. Estallando desde el océano (de Llegando los Monos)
16. T.V. Caliente (aka Virna Lisi) (de Llegando los Monos)
17. El ojo blindado (de Llegando los Monos)
18. Fuck you (de Corpiños en la Madrugada)

### CD 2
1. Los viejos vinagres (de Llegando los Monos)
2. Nextweek (de Llegando los Monos)
3. No good (de Llegando los Monos)
4. Que me pisen (de Llegando los Monos)
5. Aquí vienen los blue jeans (de Fiebre)
6. No más nada
7. Crua chan (de After Chabón)
8. No tan distintos (1989) (de After Chabón)
9. Banderitas y globos (de After Chabón)
10. Mañana en el Abasto (de After Chabón)
11. Hola Frank (de After Chabón)
12. Ojos de terciopelo (de After Chabón)
13. Lo quiero ya (de After Chabón)
14. La gota en el ojo (de After Chabón)
15. El cieguito volador (de After Chabón)
16. No te pongas azul (de After Chabón)
17. Brilla tu luz para mí (de Fiebre)
18. Callate Mark  (de Fiebre)
19. Años (Luca Prodan junto a Andrés Calamaro)
20. Noche de paz (de After Chabón)

## Vendas e Certificações
| Ano  | Certificação | Vendas   | Órgão |
| 2002 | platina      | 100.000+ | CAPIF |